# Méthode Borel-Maisonny
La méthode Borel-Maisonny, méthode phonétique et gestuelle créée par Suzanne Borel-Maisonny, a aujourd'hui deux acceptions : c'est originellement et encore aujourd'hui une technique de rééducation orthophonique, mais aussi en parallèle une méthode d'apprentissage de la lecture.
« Nous nous trouvons, en fait, face à une seule méthode ayant deux utilisations ou progressions différentes, selon qu'on s'adresse à des enfants à rééduquer ou à des enfants qui apprennent à lire. Suzanne Borel-Maisonny a donné à la méthode les bases d'orthophonie et de phonétique ainsi que les gestes : Clotilde Silvestre de Sacy a adapté la progression à l'apprentissage, dans le but de donner le plus tôt possible les moyens de lire des textes en les comprenant ».

## Une méthode phonétique et gestuelle
Il s'agit d'associer à chaque phonème un geste unique, et ce quelles que soient les graphies de ce son. Par exemple, le son [o] est associé au geste d'un rond fait avec la main, qui sera fait pour toutes les graphies à décoder (o, eau, ô, ot, aux, etc.). L'intérêt de cette démarche réside principalement dans l'amélioration de la mémorisation qui en découle.
« Lire oralement, c'est, devant un signe écrit, retrouver sa sonorisation porteuse de sens. Il y a là un effort de mémoire, une série, plutôt, d'actes de mémoire que les enfants qui apprennent à lire n'accomplissent qu'avec plus ou moins de difficulté. Or, l'expérience des dyslexiques nous a montré combien cette mémorisation était facilitée en accompagnant chaque signe, au moment où on l'écrit au tableau, d'un geste symbolique, qui y sera attaché jusqu'à acquisition complète de ce signe ».

## La technique de rééducation orthophonique
La méthode gestuelle de Suzanne Borel-Maisonny est publiée initialement en 1949 puis en 1956 dans le Bulletin mensuel de la Société Alfred Binet sous le nom de Méthode de lecture - Atlas ; enfin en 1960 dans le premier volume de Langage oral et écrit intitulé Pédagogie des notions de base, édité par Bien Lire. Elle est destinée originellement aux enfants présentant une hypoacousie, une dyslexie ou une dysorthographie, aux « enfants qui n'apprennent à lire qu'avec peine ».
La première partie de cet ouvrage intitulée Lecture comporte un premier chapitre Comment apprendre à lire qui présente la méthode gestuelle décrite ci-dessus. Le deuxième chapitre, intitulé Rééducation de la dyslexie, comporte notamment l'Atlas des gestes de la méthode de lecture. Les gestes proposés sont de quatre types : représentatifs d'une forme graphique, d'une forme articulatoire, de l'idée d'écoulement. Il faut souligner le fait que dans la pratique et la pensée de Suzanne Borel-Maisonny, ces gestes ne sont réalisés que par l'adulte qui, en tant que rééducateur, les utilise pour aider les enfants à décoder les mots et phrases écrits au tableau. C'est l'une des grandes différences entre la technique de rééducation et la méthode d'apprentissage de la lecture telle que décrite ci-après.
« Suzanne Borel-Maisonny a créé l’orthophonie pour tenter d’aider les enfants qui présentaient des difficultés dans le domaine du langage oral et écrit, quelles que soient leurs causes. Ceci a donné lieu à un travail d’équipe qui, entre autres, s’est appuyé sur une connaissance approfondie des caractéristiques du linguistique et de la phonétique. Un aboutissement remarquable de ce travail fut la création d’une méthode d’apprentissage de la lecture tenant compte de la genèse du langage enfantin — qui montre où sont les difficultés — et permettant de neutraliser les pièges pouvant aboutir aux confusions de sons ou de lettres et inversions du sens de la lecture ».

## La méthode d'apprentissage de la lecture

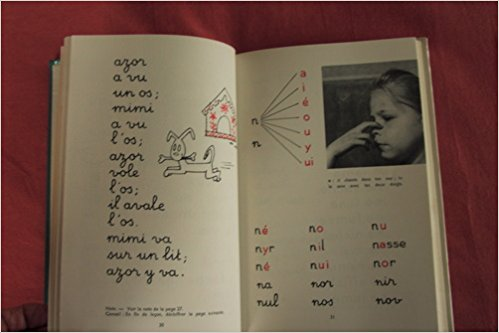
Photographie d'une double page de la version originale de Bien lire et Aimer lire (Clotilde Silvestre de Sacy, ESF Editeur, 1960)

Clotilde Silvestre de Sacy, une institutrice qui était devenue proche collaboratrice de Suzanne Borel-Maisonny depuis 1946, propose en 1960 de créer à partir de l'approche phonétique et gestuelle une méthode originale d'apprentissage de la lecture. La méthode de lecture gestuelle de Clotilde Silvestre de Sacy est donc une technique d'apprentissage de la lecture (au niveau collectif ou individuel) découlant de la méthode de rééducation de Mme Borel-Maisonny. Cela en fait une méthode qui permet de contourner d'éventuels troubles tout en prévenant ceux qui pourraient se déclarer chez certains enfants, grâce à un apprentissage minutieusement gradué et surveillé. Cette méthode syllabique de lecture dite phonétique et gestuelle est publiée sous le titre Bien lire et Aimer lire. À cette occasion ont été créées des photographies représentant des enfants en train de réaliser les gestes correspondant à chaque phonème : en effet, alors que Suzanne Borel-Maisonny réservait l'usage des gestes aux rééducateurs, Clotilde Silvestre de Sacy introduit l'idée que les enseignants doivent les apprendre aux élèves, et leur faire faire lors des lectures orales. Les photographies des gestes ainsi que les gestes de la méthode Borel-Maisonny adaptée par Mme Silvestre de Sacy sont protégés par le droit d'auteur et la propriété exclusive de l'éditeur de Bien Lire.  
On me fait les plus grands compliments sur cette méthode gestuelle en me disant : « Ah, c'est merveilleux, […] nous avons 100 % de bons résultats et c'est tout à fait, tout à fait parfait. Ainsi, par exemple, nos enfants sont à la page 18 de la méthode de votre livre qui est publié aux Éditions Sociales Françaises, eh bien, ils savent tout ça, et quand ils sont arrivés au bout du livre, vraiment ils savent lire [...] ». Enfin, on ne me fait que des compliments. Je suis très gênée parce qu'en moi-même, je fais des réserves sur ces fameux gestes ; on me félicite de les faire faire aux enfants, alors que précisément, moi, je ne les fais pas faire aux enfants.
Bien lire et Aimer lire, régulièrement réédité par Cognitia SAS (maison d'édition propriétaire de Bien Lire) depuis sa première édition en 1960, est préfacé par Suzanne Borel-Maisonny : « C’est avec une grande satisfaction que je vois paraître cet ouvrage destiné surtout aux enfants du premier âge scolaire. Je souhaite que cette méthode très illustrée soit choisie par les maîtres dans les établissements scolaires, mais aussi que les parents en prennent connaissance et en suivent l’application ».
Depuis 1960, cette méthode a été utilisée dans de nombreuses classes, et de nombreux témoignages d'enseignants soulignent son efficacité auprès de tous les enfants : classes de CP mais aussi CLIS, CLIN, RASED, écoles bilingues, etc. « Alors que j'exerçais dans le 10e arrondissement comme inspectrice pour l'enseignement primaire, j'ai reçu un coup de téléphone du ministère m'annonçant qu'une journaliste avait fait un article sur la méthode miracle d'une enseignante d'une de mes écoles pour apprendre à lire aux enfants. Le haut responsable est donc venu avec moi visiter cette classe. Il avait une certaine connaissance de l'enseignement spécialisé et il s'est rendu compte que cette enseignante utilisait avec bonheur la méthode de madame de Sacy, dans sa classe dite d'adaptation, ce que je savais déjà, l'ayant vue travailler ».
La méthode de lecture créée à partir des gestes Borel-Maisonny a été adaptée à partir des années 1980 à d'autres langues, comme par exemple en espagnol par Mabel Condemarín dans la méthode de 1983 intitulée Dame la mano ou encore en allemand par Lisa Dummer-Smoch dans le livre de 1981 intitulé Kieler Leseaufbau.

## Soubassements théoriques
Marion Tellier (d) souligne en 2010 qu'il est établi de longue date que le geste fait partie du développement de l'enfant et joue un rôle crucial tant dans le développement langagier que dans le développement cognitif. Cette auteure souligne que McNeill note en 1992 que geste et parole font partie d’un seul et même système de production, et qu’il n’est dès lors pas surprenant d’observer que les grandes étapes du développement de la langue maternelle sont bien souvent marquées par la production de gestes significatifs. Par exemple, les premiers gestes de pointage (ou déictiques) précèdent l’apparition des premiers mots (Capone & McGregor, 2004). « Ils permettent à l’enfant d’isoler certains éléments (objets quotidiens, jouets, personnes, etc.) de leur environnement ce qui les conduit progressivement à construire des représentations et à nommer ces éléments. »

## Validation critique
Selon une évaluation succincte réalisée en 2019, la méthode favorise la mémorisation, désambiguïse les lettres ayant des sons perçus comme proches en début d'apprentissage et soutient la motivation d'élèves qui sans cela serait en difficulté. Cependant, d'autres catégories d'élèves ne sont pas réceptifs à la méthode et ne ressentent pas l'intérêt de l'utilisation du geste.
Une évaluation auprès de centaines de professionnels atteste que selon eux, la mobilisation des gestes entraineraient « facilité, exactitude, rapidité de la lecture, et très rapidement, compréhension de la phrase lue », ce qui confirme ce que concluait déjà Silvestre De Sacy en 1984 ,.
94% des professionnels considèrent que les bons résultats qu’apporte cette méthode tiennent à ses dimensions « visuelle et kinesthésique ».